# أليشا ديكسون
أليشا أنجانيت ديكسون (بالإنجليزية: Alesha Dixon)‏ (ولدت في 7 أكتوبر 1978) فهي مغنية ومؤلفة الأغاني البوب البريطانية / آر & بي، وراقصة وعارضة. إنها وجدت الشهرة في البداية في آر & بي لكل الإناث مس-تييق الثلاثي، ولكنها الآن فنانة منفردة. وتفرق المس-تييق في عام 2005، ووقعت ديكسون مع لبوليدور، وبدأت في تسجيل ألبومها الأول المنفرد، فايرد أب، ولكن بسبب ضعف المبيعات لألبومها الأول فانها تخلت عن تسميتها. بالتالي لم يصدر ألبوم فايرد أب في معظم المقاطعات، بما فيهم مسقط رأسها المملكة المتحدة.
في عام 2007 كانت ديكسون متنافسة على تعال ارقص بدقة وفازت في النهاية. ان ظهورها في التلفزيون أفسح لها المجال لأن تكون عودتها ناجحة،  الذي تضمن إصدارها للألبوم الثاني، وعرض أليشا في عام 2008. وقد أعلن في يوليو 2009 أن ديكسون ستكون من حكام تعال ارقص بدقة.

## الحياة والوظيفة

### وقت مبكر من الحياة

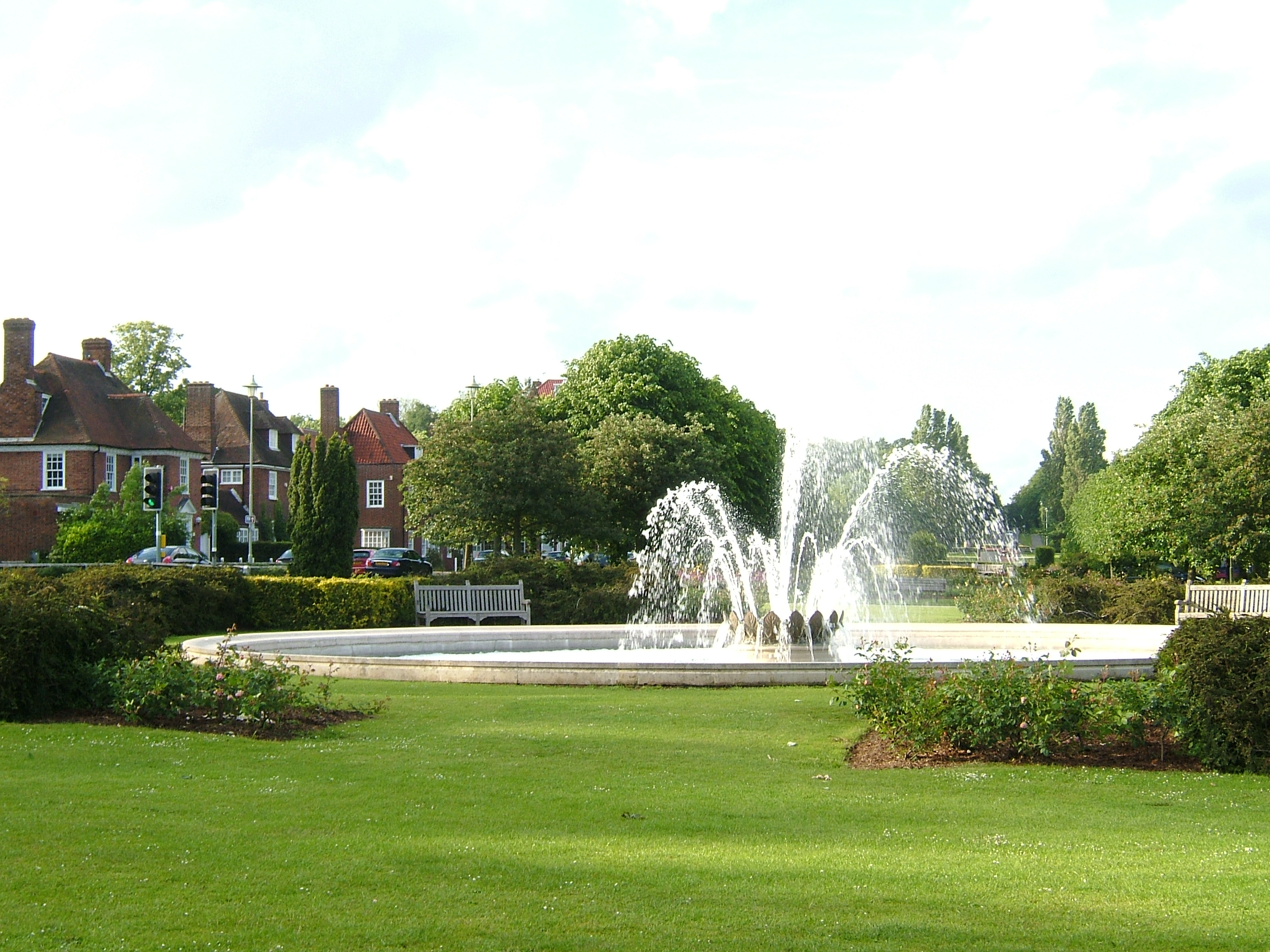
نشأت أليشا ديكسون في بلدة ويلوين جاردن سيتي في هيرتفوردشاير.

ولدت أليشا أنجانيت ديكسون في 7 أكتوبر 1978 في ويلوين جاردن سيتي لأب جامايكي، مارفن، والأم الإنجليزية، بيفرلي هاريس. لدى ديكسون ستة أشقاء غير أشقاء.
تلقت تعليمها في مدرسة مونك ووك، ويلوين جاردن سيتي، هيرتفوردشاير. انفصل والدا ديكسون عندما كانت في الرابعة من عمرها وابتعد والدها، مما أدى إلى وصف حياتها الأسرية لاحقًا بأنها «مختلة للغاية». بين سن الثامنة والعاشرة، شهدت ديكسون والدتها تتعرض للعنف المنزلي من قبل شريكها؛  تحدثت علنًا عن هذه القضية بعد 21 عامًا فقط، في عام 2010. أنشأت ديكسون فيلمًا وثائقيًا لبي بي سي، لا تضرب أمي، فيما يتعلق بمسألة العنف المنزلي من منظور الطفل، وعلقت على طفولتها: «عندما أفكر في ذلك الوقت، لا أتذكر العيش في وئام، لا أتذكر أي أوقات ممتعة، على ما أظن لأن السلبية غابت عنها. الأوقات السيئة والأوقات المخيفة منعت كل ما هو جيد... أعتقد أن لكل طفل الحق في أن يكبر في بيئة يشعر فيها بالأمان ولا يعرف الخوف من الذهاب إلى العالم، ولم أشعر بذلك حقًا».
كانت أول وظيفة لديكسون في لادبروكس،  على الرغم من أنها كانت تطمح لأن تصبح معلمة تعليم جسدي بعد ترك الكلية. بعد الانتهاء من دورة الدبلوم في الدراسات الرياضية،  كانت تخطط لشغل مكان في جامعة لوبورو، ولكن في دروس الرقص في لندن، اتصل بها مستكشف المواهب من شركة إنتاج. أثناء عودتها إلى المنزل في القطار، اقترب منها كشافة أخرى كان يشكل مجموعة وسألها عما إذا كانت مهتمة.

### 2012-2014: بريطانيا غوت تالنت والأمومة
في 2 يناير، أعلنت ديكسون رحيلها عن دورها التحكيمي في برنامج Strictly Come Dancing لمتابعة مشاريع أخرى. أُعلنت لاحقًا أنها غادرت اللجنة للانضمام إلى لجنة التحكيم في جوت تالنت البريطانية لتحل محل مايكل ماكنتاير جنبًا إلى جنب مع سايمون كويل وأماندا هولدن وديفيد واليامز (الذي حل محل ديفيد هاسيلهوف. وأشار مايكل هوجان، من الديلي تلغراف، إلى أنه «إذا كانت الشائعات تصدق، فقد زادت ديكسون رواتبها بأكثر من ثلاثة أضعاف بالانضمام إلى القناة التجارية»،  وهي نقطة أوردتها مصادر أخرى مختلفة.

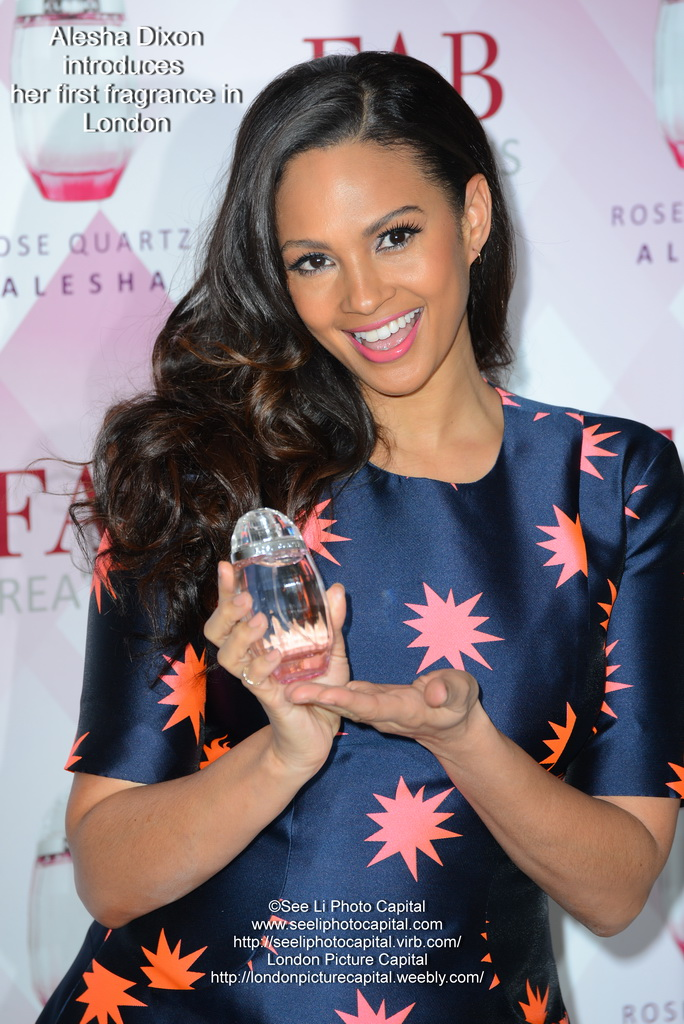
ديكسون في إطلاق عطرها عام 2014

أُعلن في يونيو 2013 أن ديكسون كانت تتوقع طفلها الأول مع شريكها، الراقص السابق أزوكا أونوني، وفي عيد ميلادها الخامس والثلاثين، 7 أكتوبر 2013، صرحت على تويتر بأنها أنجبت ابنتها أزورا. سيينا، الأسبوع الماضي. قالت ديكسون إنها ستعلق ألبومها الرابع وتركز على الأمومة.

## الأعمال الخيرية
"هناك الكثير من الأشياء التي يمكن أن تتخيلها باعتبارها سلبيات فيما يتعلق بالشهرة تتعرض حياتك الخاصة، ويتم فحص كل خطوة في نفس الوقت، يمكنك التفكير:" رائع، أنا في وضع يسمح لي بالتألق ضوء في هذه المناطق. هذه أداة قوية لأنها، في الواقع، وظيفة أنانية تمامًا. إنها مسؤولية أخلاقية، أعتقد، أنني أملكها ". عندما سُئلت عما إذا كان المشاهير يتحملون مسؤولية القيام بالأعمال الخيرية.

وقد وصفت نفسها ديكسون وغيرهم من المشاهير وجود «مسؤولية أخلاقية» لعملوا الصالحات، عندما سئل من قبل المراقب ' يوم اليزابيث. في حديثه في أغسطس 2010 إلى البلوز و؛ سول ديكسون قالت
: «كوني في صناعة الترفيه أشعر أنني أتحمل مسؤولية تأتي مع شهرتي».
في عام 2009، تسلق ديكسون جبل كليمنجارو في تنزانيا من أجل الإغاثة الكوميدية مع أعضاء غيرلز الآود شيريل كول وكيمبرلي والش، بن شيبارد، رونان كيتنغ، فيرن كوتون، دينيس فان أوتين، كريس مويلز وجاري بارلو، الذين قادوا المشروع. جمعا معًا أكثر من 3500000 جنيه إسترليني للمساعدة في مكافحة الملاريا في تنزانيا. في يونيو 2009، أصبحت ديكسون سفيرة رسمية لجمعية ساعد طفل لندن الخيرية، مشيرة إلى أنها شعرت «بالفخر الشديد» عند سؤالها.
ديكسون هو أحد رعاة الصندوق الأفريقي الكاريبي اللوكيميا (ACLT)  وهي مؤسسة خيرية تطوعية، هدفها الرئيسي هو زيادة عدد الأشخاص ذوي الأصول السوداء والمختلط في سجل نخاع العظام في المملكة المتحدة. يتطوع أعضاء ACLT بوقتهم بحرية في محاولة لزيادة الوعي في المجتمع الأسود؛ تمكين المتبرعين المحتملين من التقدم والمشاركة في عملية تقديم الأمل والمستقبل الصحي لشخص قد يكون اضطرابه مميتًا. كما دعمت ديكسون حملة نيكلوديون يرى شيئًا، قل شيئًا، وهي مبادرة بريطانية لمكافحة التنمر.
يعمل ديكسون مع العديد من منظمات حقوق الحيوان وهو أيضًا متخصص في تربية الحيوانات. وهي نائبة رئيس الرابطة ضد الرياضات القاسية، وهي مؤسسة خيرية تعمل على إنهاء القسوة على الحيوانات باسم الرياضة وظهرت في نداء خيري بسبب مخاوف من إمكانية إلغاء قانون الصيد لعام 2004. في عام 2012، سافر ديكسون إلى رومانيا مع حماية الحيوان العالمية لإنقاذ اثنين من الدببة البنية من حديقة حيوان أونتي، التي كانت قد أغلقت قبل سنوات. تم نقل الدببة إلى ملاذ قريب. في عام 2014، شجعت ديكسون متابعيها على تويتر على التوقيع على عريضة عبر الإنترنت تطالب بحظر ذبح الحيوانات دون أن تصاب بالذهول أولاً. يشترط قانون المملكة المتحدة والاتحاد الأوروبي أن يتم صعق الحيوانات قبل الذبح، ما لم يكن ذلك لأغراض دينية (لحوم حلال أو كوشير). كما أن ديكسون من مؤيدي مخطط بيترتريات الذي أطلقته الجمعية الملكية لمنع القسوة على الحيوانات (RSPCA). يرعى المخطط الحيوانات الأليفة التي تنتمي إلى ضحايا العنف المنزلي، والذين غالبًا ما يضطرون إلى ترك الحيوانات وراءهم، حيث لا تسمح العديد من الملاجئ والمنازل الآمنة بالحيوانات الأليفة. يتم لم شمل الحيوانات الأليفة لاحقًا مع أصحابها الأصليين عندما يكون ذلك ممكنًا.
بالإضافة إلى دور ديكسون التجاري كنموذج وممثل لشركة مستحضرات التجميل منتجات أفون في اليوم العالمي للمرأة 2012، أطلقت ديكسون حملة تخطى ذلك الخاصة بالشركة لتسليط الضوء على قضايا العنف المنزلي في المملكة المتحدة من خلال تشجيع شراء قلادة، وصفتها بأنها «رمز لتمكين المرأة وإمكانيات غير محدودة للمرأة». تم التبرع بجميع عائدات حملة عقد أفون إلى منظمة مساعدة اللاجئين والمرأة. في مارس 2013، قاد ديكسون مسيرة عبر جسر وستمنستر إلى مجلسي البرلمان لزيادة الوعي بالعنف المنزلي. فيما يتعلق بالمشي، علق ديكسون أن «الوعي بالعنف المنزلي لا يزال منخفضًا بشكل صادم وهذا هو السبب في أنه من المهم جدًا أن نرفع الوعي حول موضوع يتم تجاهله كثيرًا».
عملت ديكسون مع العديد من الجمعيات الخيرية مجتمع الميم في الماضي، تحدثت ديكسون عن دعمها للزواج من نفس الجنس، المساواة بين الجنسين،  وكذلك الحاجة إلى دعم أكبر للأفراد المتحولين، وأولئك الذين يشككون في هويتهم الجنسية. أدت شعبية ديكسون في مجتمع LGBT إلى أدائها في العديد من مسيرات فخر المثليين في جميع أنحاء المملكة المتحدة، حيث تصدرت كل من فخر لندن وفخر برايتون في عام 2016 وحده.

## جوائز وترشيحات
| عام  | مراسم                                  | جائزة                         | عمل معين               | نتيجة |
| ---- | -------------------------------------- | ----------------------------- | ---------------------- | ----- |
| 2006 | جوائز موبو                             | أفضل أنثى بريطانية            | هير سيلف               | رُشحت  |
| 2008 | جوائز عالمية                           | ملكة الثقة المطلقة            | هير سيلف               | فائزة |
| 2009 | جوائز موبو                             | أفضل ممثلة في المملكة المتحدة | هير سيلف               | رُشحت  |
| 2009 | جوائز موبو                             | أفضل فيديو                    | " الصبي لا يفعل شيئا " | رُشحت  |
| 2009 | جوائز المملكة المتحدة للفيديو الموسيقي | أفضل فيديو بوب                | " الصبي لا يفعل شيئا " | رُشحت  |
| 2009 | جوائز المملكة المتحدة للفيديو الموسيقي | أفضل تصميم في الفيديو         | " الصبي لا يفعل شيئا " | رُشحت  |
| 2009 | لوس بريميوس 40 مديري                   | أفضل أغنية دولية              | " الصبي لا يفعل شيئا " | رُشحت  |
| 2010 | جوائز بريت                             | مغني بريطاني                  | " التنفس ببطء "        | رُشحت  |
| 2010 | جوائز موبو                             | أفضل فيديو                    | " فتى الطبال "         | رُشحت  |
| 2010 | جوائز مجموعة بي تي                     | صوت لندن                      | هير سيلف               | فائزة |

## روابط خارجية
- أليشا ديكسون على موقع IMDb (الإنجليزية)
- أليشا ديكسون على موقع ميتاكريتيك (الإنجليزية)
- أليشا ديكسون على موقع روتن توميتوز (الإنجليزية)
- أليشا ديكسون على موقع ألو سيني (الفرنسية)
- أليشا ديكسون على موقع ميوزك برينز (الإنجليزية)
- أليشا ديكسون على موقع إن إن دي بي (الإنجليزية)
- أليشا ديكسون على موقع أول ميوزيك (الإنجليزية)
- أليشا ديكسون على موقع ديسكوغز (الإنجليزية)
- أليشا ديكسون على موقع ديسكوغز (الإنجليزية)
- أليشا ديكسون على موقع قاعدة بيانات الفيلم (الإنجليزية)